# Heresiarches
Heresiarches is een geslacht van insecten uit de orde vliesvleugeligen (Hymenoptera) en de familie Ichneumonidae.

## Soorten
- H. albicinctus Heinrich, 1970
- H. annaelisae Heinrich, 1970
- H. bonthainensis Heinrich, 1934
- H. cingulatus Heinrich, 1970
- H. coreanus (Uchida, 1926)
- H. daedalus (Tosquinet, 1903)
- H. eudoxius (Wesmael, 1845)
- H. felix Heinrich, 1934
- H. heinrichi Uchida, 1932
- H. himalayanus (Gupta, 1955)
- H. lieftincki Heinrich, 1934
- H. malaisei Heinrich, 1970
- H. megaleudoxius Heinrich, 1970
- H. proximus Heinrich, 1934
- H. pseudobirmanicus Heinrich, 1970
- H. rotundus Heinrich, 1970
- H. rufus (Cameron, 1902)
- H. secundus Heinrich, 1970
- H. spilocephalus (Cameron, 1906)
- H. vishwanathai (Gupta, 1955)